# ボーイフレンド (お笑いコンビ)
ボーイフレンドは、かつて吉本興業東京本社（東京吉本）で活動していた日本のお笑いコンビ。旧コンビ名、年中無休（ねんじゅうむきゅう）。共に東京都八王子市出身。2001年4月結成。2021年12月17日解散。

## メンバー
黒沼 誠（くろぬま まこと、1982年10月5日（42歳）- ）
- ボケ・ネタ作り担当、立ち位置は向かって左。身長180cm、体重66kg[1]。血液型はA型。
- キーストンプロ時代の旧芸名は「マッコン」。由来は小学生時代に宮川がつけたニックネームから。
- 小学校中学年頃まではずっと教室にいて絵を描いている暗いタイプの子供だった。また、教師に「数年ぶりにこんな天才を見た」と言われるほど勉強ができたという。
- 高校時代はかなりモテて、当時ロングラン放映中だった映画『タイタニック』をそれぞれ違う彼女と5回観に行った。
- 拓殖大学出身。アルバイトが理由で一浪している。
- 低音の声が特徴で、ネタにもこれを生かしている。
- 向井慧（パンサー）のことが大好き（8月6日ボーイフレンドのシチサンLIVEにて本人から）。
- 実家が地主である（同上）。
- 黒沼曰く、「今まではかっこいい僕しか見せてなかったけど、これからは気持ち悪い僕も見せます！！」とのこと。
- 既婚者。
- 特技はレゴで、2021年8月に世界で25人目の「マスター・モデル・ビルダー」となった[2]。
- 解散後は、事務所に残り「まっこん」名義でレゴ芸人としてピンで活動している[3]。

宮川 英二（みやかわ えいじ、1982年8月5日（42歳）- ）
- ツッコミ担当、立ち位置は向かって右。身長173cm、体重63kg[1]。O型。
- 6人兄弟。
- キーストンプロ時代の旧芸名は「みやかわ」。
- 小学校時代のあだ名は「リーダー」。
- 『GO TO THE TOP』『落雷』などのように、ツッコミに名前を付けている。そのツッコミも一回で何度も叩いたり、ポーズを付けるなど色々なパターンがある。そのため、黒沼はアザだらけになると語っている[4]。
- 「家の柱でツッコミの練習をしている」と『エンタの天使』の中で紹介されていた。
- 中学生の頃、いずれ相方になる黒沼を女性と間違えて告白したことがある。
- 実家は電気屋を営んでおり、名前は「パナピットみやかわ」である（パナソニック系列の電気屋であるため）。
- 世話焼きな性格で、神保町花月にて共演した竹内健人（ミルククラウン）に揶揄して「お節介バカ野郎」と称された。
- 2010年3月22日、自身のブログで結婚したことを報告した。

## 来歴・概説
小学校からの幼馴染コンビ。しかし、正反対の性格から4年生頃までは互いを嫌っており、宮川は黒沼をイジめている側の生徒だった。高学年の頃、もう1人仲の良かった男子と共に「ウィッキーズ」というトリオを組んでいた。
2001年4月、コンビ「年中無休」を結成。当初はキーストンプロで活動（当時、他にはハマカーンやランチランチなども所属していた）。
2006年12月末にキーストンプロが解散した後、3ヶ月のブランクを経て2007年4月にNSC東京校へ13期生として入学。この頃にコンビ名を現在の「ボーイフレンド」に改名し、卒業後はよしもとクリエイティブ・エージェンシー（現：吉本興業東京本社）所属となる。NSCの同期にはアモーレ橋本・田畑藤本・少年感覚・ダイス・TEAM BANANA・ピスタチオなどがいるが、「年中無休」時代を含めると彼らより先輩である（ダイスは自身のコンビ「天然軍」時代を含めると、ボーイフレンドよりも先輩となる）。
2012年、THE MANZAIの認定漫才師50組に選ばれる。2014年にはオンバト+第4回チャンピオン大会に進出し、M-1グランプリでは2010年・2015年・2020年に準々決勝へと進出した。
2018年、ジェラードンと共に「大宮セブンV」に二代目メンバーとして加入。大宮セブンの今後の大躍進を願い「M-1グランプリ2020で準決勝まで行かないと降格」と発破をかけたものの、2020年8月31日開催の1回戦で敗退となってしまう。その後、同年9月13日によしもと幕張イオンモール劇場にて行われたプロデューサーX緊急招集企画『大宮セブンボーイフレンド問題について話し合う 〜大宮セブンジュニア降格へ赤信号点滅〜』にて、下部組織「大宮セブンジュニア」に降格する事となった（もう一組の「大宮セブンジュニア」メンバーであったピンタンパンは、昇格という形での加入となっている）。なお、その後M-1グランプリの再エントリー制度を利用し1回戦を突破し、最終的に準々決勝まで進出した。
2021年3月をもって大宮セブンジュニアは解散となり、その後はヨシモト∞ホールのムゲンダイユースメンバーに転籍。
2021年12月6日、双方のTwitterアカウントにて解散する事を発表。同年12月17日開催のライブ「ボーイフレンドLIVE12月 ～気になる寄席～」（ヨシモト∞ドーム ステージI）がボーイフレンドとして最後のライブとなった。宮川は芸人を引退し、黒沼は事務所に残り「まっこん」名義で芸人活動を継続している。

## 芸風
ネタは主に漫才を行っている。宮川の様々なパターンのツッコミを披露するスタイルのネタが多い。前述の通りツッコミにそれぞれ名前がついており、その名前に準じた振付になっている。

## 賞レースでの戦績

### M-1グランプリ
| 年度   | 成績         | 会場                       | 日時       |
| ------ | ------------ | -------------------------- | ---------- |
| 2004年 | 3回戦進出    | ルミネtheよしもと          | 2004/11/21 |
| 2005年 | 2回戦進出    | パナソニックセンター東京   | 2005/10/30 |
| 2006年 | 2回戦進出    | ラフォーレ原宿             | 2006/11/05 |
| 2007年 | 3回戦進出    | ラフォーレミュージアム原宿 | 2007/11/23 |
| 2008年 | 3回戦進出    | ルミネtheよしもと          | 2008/11/15 |
| 2009年 | 3回戦進出    | ルミネtheよしもと          | 2009/11/25 |
| 2010年 | 準々決勝進出 | メルパルクホール           | 2010/12/03 |
| 2015年 | 準々決勝進出 | 浅草公会堂                 | 2015/11/03 |
| 2016年 | 3回戦進出    | ルミネtheよしもと          | 2016/10/27 |
| 2017年 | 3回戦進出    | ルミネtheよしもと          | 2017/10/23 |
| 2018年 | 3回戦進出    | ルミネtheよしもと          | 2018/10/17 |
| 2019年 | 2回戦進出    | 雷5656会館ときわホール     | 2019/10/21 |
| 2020年 | 準々決勝進出 | NEW PIER HALL              | 2020/11/17 |
| 2021年 | 3回戦進出    | よしもと有楽町シアター     | 2021/11/02 |

### その他
- 2012年 THE MANZAI 認定漫才師

## 出演
「年中無休」時代
- 爆笑オンエアバトル（NHK）戦績0勝2敗 最高321KB

「ボーイフレンド」時代
- やりすぎコージー（テレビ東京、2008年4月19日、東京NSC13期特集）
- エンタの天使（日本テレビ、2009年5月27日） キャッチコピーは「駆け昇るツッコミ波」
- エンタの神様（日本テレビ） - 2009年5月30日初出演、キャッチコピーは「蒼いツッコミPerc.(パーカッション)」
- 爆笑レッドシアター（フジテレビ）-「ホワイトシアター」に登場
- 爆笑レッドカーペット（フジテレビ） - 2009年6月13日初出演、キャッチコピーは「ビックリ(→びっくり)ツッコミ新記録」
- ハイキングウォーキングの芸人★チェキ!（GyaO） - 2009年7月4日
- U・LA・LA@7（TOKYO MX） - 2009年8月4日、『よしもとうららちゃん』コーナー
- オールザッツ漫才（毎日放送） - 2009年12月30日
- 地元応援バラエティ このへん!!トラベラー（テレビ東京） - 2010年1月13日
- ルミネtheよしもと なう。（Ustream）
- オンバト+（NHK）戦績4勝3敗 最高497KB
  - オンバト+第4回チャンピオン大会 ファーストステージ敗退
- あらびき団（TBSテレビ）- 2011年8月16日
- U LA LA ナナパチ（TOKYO MX） - 2011年11月22日、『ななパチよしもと』コーナー
- 新進気鋭（日本テレビ）- 2012年5月5日
- ロケットライブ（フジテレビ）- 2012年11月7日
- 森田一義アワー 笑っていいとも!（フジテレビ）- 2012年12月13日、黒沼のみ『ぼっちゃん対抗! たぶんお宝グランプリ』コーナー
- 大人のバナナ（テレビ朝日）- 2013年1月24日
- アメトーーク!（テレビ朝日）- 2015年4月2日　アメトーーーーーーク!春の3時間SP『ザキヤマ&フジモンがパクりたい-1GP』
- 内村てらす（日本テレビ）- 2017年10月20日・27日、『笑スタグラム選手権』コーナー
- ウチのガヤがすみません!（日本テレビ）
- ※注 芸人調べ（テレビ朝日）- 2018年2月15日、3月1日・8日
- 有吉の壁（日本テレビ）- 2020年8月12日、宮川のみ『ブレイクしそうなキャラ芸人選手権』コーナーに「マスターヘルメットナイト」として出演
- 有田ジェネレーション（TBSテレビ）- 2020年10月27日、11月10日～2021年3月22日
  - 有田ジェネレーション（Paravi）- 2021年5月17日、2022年1月17日